# Pulse (Front 242)
Pulse è un album in studio del gruppo musicale belga Front 242, pubblicato nel 2003.

## Tracce
1. SEQ666 (P) – 4:02
2. SEQ666 (U) – 1:13
3. SEQ666 (L) – 1:20
4. SEQ666 (S) – 0:50
5. SEQ666 (E) – 5:09
6. Together – 5:27
7. Triple X Girlfriend – 3:45
8. No More No More – 7:23
9. Beyond the Scale of Comprehension – 7:22
10. Song (Untitled) – 3:58
11. Song (StarCandy) – 2:40
12. One (With The Fire) – 3:26
13. One (Reverse) – 2:23
14. Matrix (OpenStatic) – 2:24
15. Matrix (MegaHertz) – 3:50
16. Never (Faust) – 3:41
17. Never (Riley) – 7:01
18. 7RAIN (Filter) – 4:10
19. PAN (DHE) – 1:56
20. PAN (MIHK) – 3:07